# Fran Krsto Frankopan
Fran Krsto Frankopan, nei testi in lingua italiana chiamato anche  Francesco Cristoforo Frangipane o Frangipani, in Ungheria noto come Frangepán Ferenc Kristóf (Bosiljevo, 4 marzo 1643 – Wiener Neustadt, 30 aprile 1671), è stato uno scrittore e politico croato.
Considerato l'ultimo e più eminente rappresentante della dinastia dei Frangipani, fu un poeta barocco e viene ricordato sia per il grande contributo apportato alla letteratura croata, sia per la fallita cospirazione Zrinski-Frankopan.

## Biografia
Fran Krsto fu il figlio minore di Vuk Krsto Frankopan (nei testi in italiano chiamato anche Guido Cristoforo Frangipani - 1578-1652), generale di Karlovac, appartenente alla famiglia dei Frankopan o Frangipane, originari dell'isola di Veglia e proprietari di buona parte del litorale croato, oltre a possedimenti nella Croazia interna.

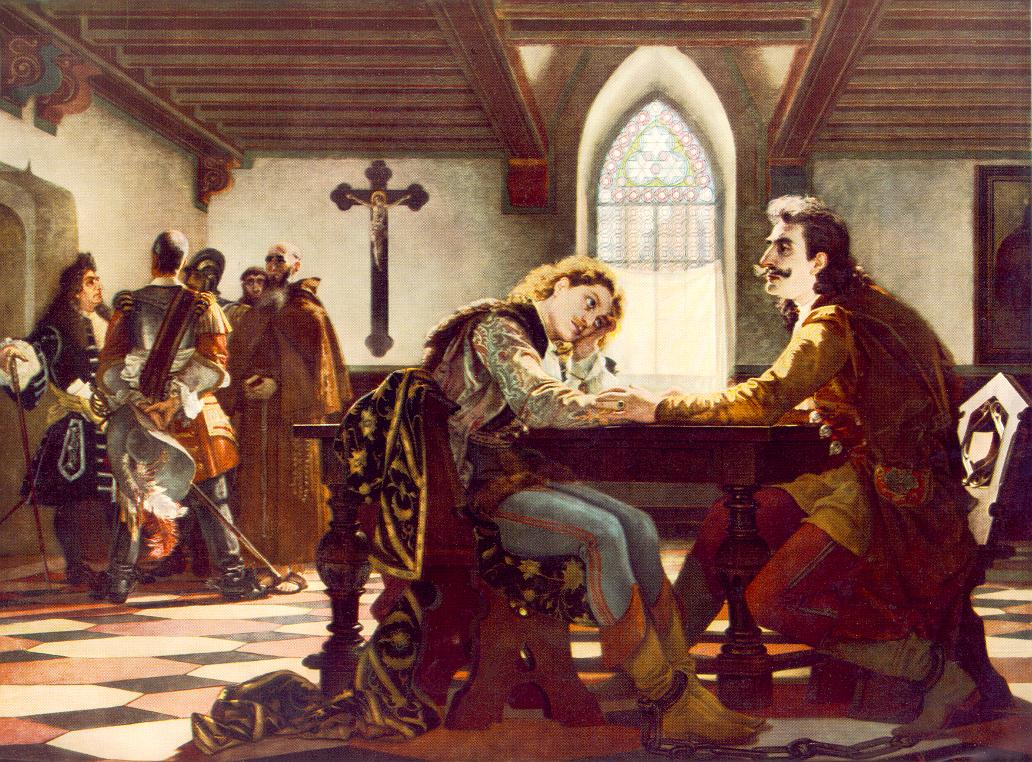
Fran Krsto Frankopan con Petar Zrinski.

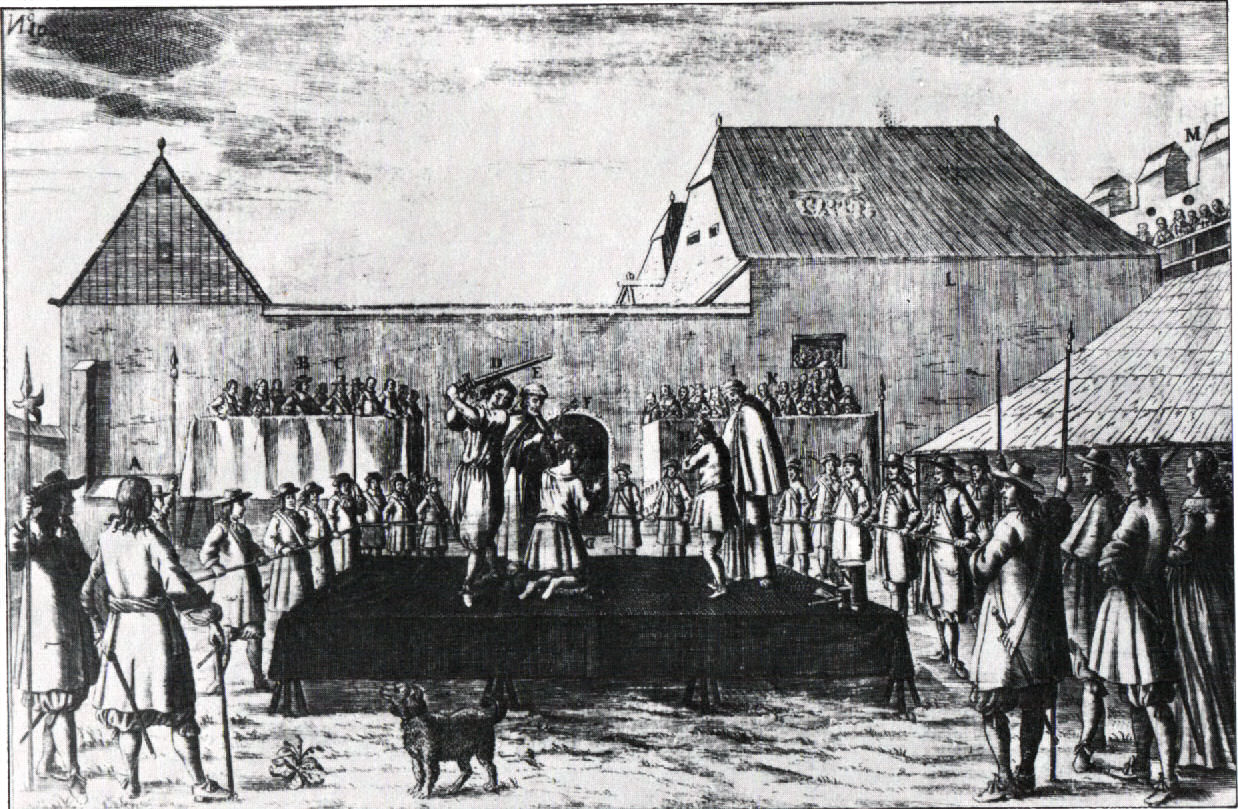
Esecuzione di Frankopan e Zrinski nella piazza principale di Wiener Neustadt

La parte più autorevole della produzione artistica di Frankopan è composta in una lingua composita e originale formata da una base ciacava con l'aggiunta di elementi caicavi e stocavi: questa quindi si è rivelata una prova di unione delle tre più importanti lingue croate, non portata a termine per la morte prematura dell'autore.
Proprio in questa originale fusione linguistica Frankopan compose, durante una sua lunga permanenza in carcere, una singolare opera intitolata Gartlic za čas kratiti ("Un piccolo giardino per passare il tempo"): una raccolta di 109 poesie di vario carattere e di 103 Zganke za vrime skratiti ("Indovinelli per passare il tempo"). Nello stesso frangente Frankopan tradusse in lingua slovena le opere di Molière, risultando il primo traduttore in assoluto del grande scrittore francese.
Accanto a poesie manieristiche, figurano nella raccolta idilli ricavati dall'ambiente pastorale e venatorio, ispirati dalla genuina osservazione della vita circostante, satire e versi didattici, elegie dal tono sincero che, nella stilizzazione e nella forma non sempre raffinata, pongono in luce l'ansia e l'angoscia del cantore.
Una menzione a parte meritano le cosiddette dijacke e junacke pjesme ("canti popolareschi ed eroici"), composizioni epiche e romanze erotiche scritte in decasillabi.
Frankopan ebbe un ruolo fondamentale per la storia croata del suo tempo, dato che si impegnò attivamente a liberare gran parte del territorio croato dalla dominazione asburgica e partecipò all'insurrezione dei magnati ungheresi contro gli Asburgo. I congiurati vennero però traditi e abbandonati dal concilio militare viennese, che invece di supportarli stipulò un accordo con gli Ottomani, spingendo così Frankopan a ribellarsi apertamente a Vienna. Questo fatto portò ad un esito tragico per Frankopan, ossia alla sua decapitazione che ebbe luogo nei pressi di Vienna il 30 aprile 1671.
Il ricordo di questa insurrezione è ancora vivo in Croazia e la morte di Frankopan venne considerata come un sacrificio estremo per la libertà nazionale.
Le spoglie di Frankopan sono state inumate nella cattedrale di Zagabria nel 1919.

## La dinastia dei Frankopan
I Frankopan assunsero un notevole ruolo sociale, culturale e politico nel medioevo croato, dal XII secolo al XVII secolo. 
Chiamati anche Frangipane croati, i Frankopan vollero riconosciuta la loro presunta parentela con la famiglia romana attraverso falsi documenti concessi da Martino V.
Se mancano certezze sulle loro origini e la leggenda le fa risalire all'antica stirpe romana Anicia, sembra certo che la prima residenza dei conti fu presso l'isola di Veglia. I Frankopan svolsero un ruolo di mediazione fra le varie potenze del loro tempo, Ungheria e Venezia in primis, e parteciparono anche alle lotte di successione al trono ungaro-croato.
Dal punto di vista culturale i Frankopan si attivarono per espandere la cultura slava scrivendo con l'alfabeto glagolitico, derivato dal greco corsivo arricchito di contributi copti e ebraici.